# Dagboek van Hitler
Het dagboek van Hitler is een boek waarvan enige tijd is aangenomen dat het het originele dagboek van Adolf Hitler is geweest. Later werd onomstotelijk vastgesteld dat het om een vervalsing ging.

## Geschiedenis
In april 1983 publiceerde het Duitse weekblad Stern fragmenten uit, wat men dacht, het dagboek van Adolf Hitler. De vondst van de zestig handgeschreven delen en twee delen over de vlucht van Rudolf Hess naar Groot-Brittannië werd beschouwd als een van de grootste historische ontdekkingen in de recente geschiedenis. Het blad had tien miljoen mark (volgens een andere bron 2,3 miljoen dollar) (omgerekend ongeveer vijf miljoen euro) betaald aan Konrad Kujau, een verzamelaar van nazidocumenten uit Stuttgart.
Tegen het einde van de Tweede Wereldoorlog zouden de dagboeken Berlijn uitgesmokkeld zijn in een vliegtuig, dat even later neerstortte. De dagboeken hadden de crash goed doorstaan en werden gevonden door Duitse boeren. Via een anonieme Oost-Duitse generaal waren ze door ene Dr. Fischer Oost-Duitsland uitgesmokkeld en in het bezit gekomen van Konrad Kujau. Konrad Kujau verkocht het dagboek begin jaren 80 aan een journalist van Stern, Gerd Heidemann.

## Authenticiteit
Deze journalist liet het dagboek controleren door een drietal deskundigen, namelijk Max Frei (werkzaam als forensisch criminoloog bij de politie van Zürich), Ordway Hilton en een medewerker van de Duitse politie. Deze experts kregen ter vergelijking een stuk handgeschreven tekst van Adolf Hitler. Alle drie de experts kwamen tot de conclusie, dat het handschrift van de tekst overeenkwam met het handschrift van het dagboek. De Hitler-expert Hugh Trevor-Roper verklaarde de dagboeken op een persconferentie op 25 april 1983 authentiek. De expert verklaarde dat op basis van dit dagboek de geschiedenis op een aantal punten herschreven diende te worden.

## Inhoud
Het dagboek van Hitler veroorzaakte veel opschudding. Uit de dagboeken kwam Hitler naar voren als een veel aimabeler man dan altijd was gedacht en gedocumenteerd. Bovendien bleek uit het dagboek dat Hitler niet geweten had van de plannen voor de Endlösung en dat hij de Joden in Duitsland en de bezette gebieden alleen wilde verbannen naar het oosten.
Mede door deze opschudding ontstonden er vrijwel direct grote twijfels over de echtheid van het dagboek van Hitler.

## Bewijs van vervalsing
Binnen twee weken na de publicatie van de eerste stukken tekst uit het dagboek van Hitler, verschenen de eerste bewijzen dat het om een vervalsing ging. Vooral de geschiedkundige, Holocaustontkenner David Irving maakte zich sterk om te bewijzen dat het om een vervalsing ging. Als belangrijkste argumenten voerde hij aan dat bepaalde beschreven gebeurtenissen niet overeenkwamen met historische feiten. Ook kwam het woordgebruik niet overeen met woorden die Hitler vaak gebruikte. Maar het bewijs werd onomstotelijk toen vast kwam te staan dat het papier van na 1954 moest zijn en de inkt van nog recentere datum.
De tekst die de handschriftexperts ter vergelijking hadden gekregen, bleek ook een vervalsing te zijn.

## Afloop
Geconfronteerd met het bewijs gaf Konrad Kujau zich aan bij de politie. Aanvankelijk vertelde hij dat hij het dagboek had gekocht van een Oost-Duitse agent en dat ook hij er ingeluisd was. Maar op 26 mei bekende hij dat hij het dagboek zelf had geschreven. Konrad Kujau werd tot 54 maanden gevangenisstraf veroordeeld en Gerd Heidemann tot 56 maanden. Het bedrag dat Stern aan hem had betaald is nooit boven water gekomen. Konrad Kujau overleed op 12 september 2000 aan de gevolgen van kanker.